# BVG B 53
Als B 53 bezeichneten die Berliner Verkehrsbetriebe in Ost-Berlin (BVG-Ost) eine Serie von 50 Beiwagen für die Berliner Straßenbahn. Die Wagen wurden im Volksmund als „Ammendorfer“ bezeichnet, nach dem Hersteller VEB Waggonbau Ammendorf.

## Entwicklung

Tw 5873 (T 24 U) mit Bw 1775^{II} auf der Linie 69 in der Leninallee Höhe Steuerhaus, 1958

Anfang der 1950er Jahre war der Wagenpark der Berliner Straßenbahn infolge der Kriegsauswirkungen stark überaltert. Vereinzelt konnte die BVG kriegsversehrte Wagen oder Fahrzeuge aus dem Arbeitswagenpark mit neuen Aufbauten versehen. 1950/51 konnten zudem 40 Beiwagen des LOWA-Einheitstyps (Typen B 50 und B 51) und ein Lenkdreiachser (Typ BEL 50) von LOWA bezogen werden. Obwohl mit dem Großraumzug 8001/3001 (Typ TDE 52/BDE 52) ein erster Vierachser zur Verfügung stand, war an eine Serienlieferung noch nicht zu denken, sodass die BVG zunächst weiterhin auf Zweiachser setzen musste. Hierzu ließ die BVG den Triebwagen 6144 (Typ T 24) bei LEW Hennigsdorf einem größeren Umbau unterziehen. Der Wagenkasten erhielt unter anderem heruntergezogene Schürzen und neue Plattformen mit einteiligen Schiebetüren. Bis 1955 wurden insgesamt 75 Triebwagen in Hennigsdorf und bei LOWA in Berlin-Johannisthal umgebaut.
Passend zu den Umbauwagen lieferte der VEB Waggonbau Ammendorf 1953/54 50 Beiwagen, die nach dem BVG-Typenschlüssel als B 53 – Beiwagen, Baujahr 1953 – bezeichnet wurden. Sie entstanden auf Basis einer bei LOWA in Johannisthal und Bautzen erstellten Konstruktion. Im Gegensatz zu den als T 24 U geführten Triebwagen hatten die Ammendorfer Beiwagen Doppelschiebetüren und ähnlich wie die LOWA-Wagen eine achshalterlose Radsatzführung. Die Bremsscheiben waren mittig auf der Achse angeordnet. 1957 erhielt der Beiwagen 1800II die Wagennummer 1750III, zuvor war diese vom BEL 50 (neu: 1749II) frei geworden.
Nachdem die BVG ihren gesamten Bestand an T 24 sowie die dazu passenden Beiwagen B 24 und B 25 in den Jahren 1959 bis 1964 zu Rekowagen (Typen TE 59, BE 59/1 und BE 59/2) umbauen ließ, sollten in der Folge auch weitere Altfahrzeuge einer „Rekonstruktion“ unterzogen werden. 1964 wurden daher die B 53 in das Rekoprogramm einbezogen. Im Gegensatz zu den TE 59 und BE 59, bei denen noch der komplette Bodenrahmen einschließlich der Achshalter weiterverwendet wurden, handelte es sich bei den Wagenkästen um Neukonstruktionen. Rahmenteile, die Bremsanlage und Radsätze wurden hingegen weiterverwendet und waren daher mit den anderen Rekowagen nicht austauschbar. Auch erhielten die Wagen keine festen Schaffnersitze mehr, da die Umstellung auf schaffnerlosen Betrieb (OS-Betrieb) im Gange war. Zur Unterscheidung erhielten die umgebauten Ammendorfer Wagen die Typenbezeichnung BE 64. Sie wurden bevorzugt in Kombinationen mit einem BE 59 angehängt, da ihnen ein besseres Bremsverhältnis nachgesagt wurde. Die Wagen wurden zwischen November 1964 und Februar 1966 in Betrieb genommen und erhielten die Nummern 2101II–2150II. Bei der Einführung des EDV-Nummernschemas 1971 erfolgte die Umzeichnung in 267 401–450.
Von den „Ammendorfern“ ist kein Fahrzeug original erhalten geblieben. Der Reko-Beiwagen 267 428 (ex 2128II) ist als historisches Fahrzeug des DVN Berlin erhalten geblieben. Er entstand 1965 aus dem Ammendorfer Beiwagen 1788II.